# Ohlone (volk)

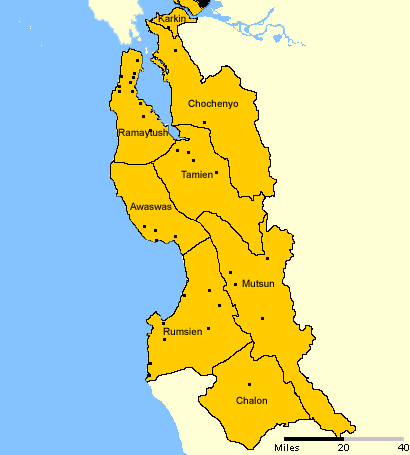
Kaart Ohlone-dorpen

De Ohlone, ook wel bekend als de Costanoan of als de Muwekma, is een indianenvolk dat leefde aan de westkust van de Verenigde Staten en Costanoaanse talen sprak. Zij bevolkten vanaf circa het jaar 500 het gebied vanaf de Baai van San Francisco tot aan de Vallei van Salinas.
De Ohlone leefden ooit van jacht, visvangst en het verzamelen van voedsel. Hun opvattingen waren sjamanistisch. In de periode 1769 - 1833 richtten het Spaanse beleid en de Spaanse missies in Californië ware slachtingen aan onder de Ohlone. Hun aantal werd vrijwel gedecimeerd. 
Het Ohlone-volk van nu omvat ook leden van de Muwekma Ohlone Tribe van de San Francisco Bay Area, alsook Rumsen en Mutsun: volkeren die ijveren voor erkenning door de federale overheid.